# Статичен шок
„Статичен шок“ (на английски: Static Shock) е американски анимационен сериал, излъчен между 23 септември 2000 г. и 22 май 2004 г. Продуциран е от Warner Bros. Animation и е част от Анимационната вселена на ДиСи.

## „Статичен шок“ в България
В България сериалът е излъчен около 2012–2013 г. по bTV Action. Ролите се озвучават от артистите Елена Кабасакалова, Ивет Лазарова, Кирил Ивайлов, Камен Асенов, Мартин Герасков и Христо Узунов. От 32 до 39 епизод Мартин Герасков е заместен от Светломир Радев.